# Mycena floridula
Mycena floridula é uma espécie de cogumelo da família Mycenaceae.